# Telmatherina abendanoni
Telmatherina abendanoni é uma espécie de peixe da família Telmatherinidae.
É endémica da Indonésia.